# La noche del domingo
La noche del Domingo fue un programa de televisión argentino creado y conducido por Gerardo Sofovich (1937-2015) en 1987, emitido en un horario de máxima audiencia, es considerado un programa clásico de la Televisión Argentina. En 2022 vuelve el programa tras la muerte de Gerardo Sofovich en 2015 esta vez con la conducción de Mariano Iudica por América TV.

## Historia
En el verano del año 1987 comenzaba por la pantalla de Canal 13, un programa dominical llamado "La Noche del Domingo" con la conducción de Gerardo Sofovich.
Este programa a lo largo de su historia tendría un curioso recorrido por los cinco canales de aire de la televisión argentina. Luego de su paso por Canal 13, en 1988 con la llegada de Héctor Ricardo García se mudaría a Teledós, en donde vería el nacimiento de su hermano gemelo, es decir "La Noche del Sábado", luego con la abrupta salida de García de dicho canal. Sofovich se mudaría -en 1989- sus dos programas a la pantalla de Canal 11, donde permanecería hasta fines del año 1990. A comienzos de 1991, Marcelo Tinelli comenzaba su Ritmo de la Noche por la pantalla de Telefe, por lo tanto obligaba a Sofovich a abandonar dicha emisora, recalando en ATC. Luego de 5 largos años en la emisora estatal, en el año 1996 trasladaría su clásico programa a Canal 9. Tras un breve paso por América en 1998, en 1999 vuelve por una nueva temporada en ATC. Entre los 2000 y 2002 Sofovich llevó adelante el ciclo "Hacete la américa" por América TV con un formato idéntico a "La Noche del Domingo". El programa recién volvería con su nombre en el año 2008 por Canal 9 hasta su última temporada en el año 2013. En 2022 vuelve el programa tras la muerte de Gerardo Sofovich en 2015 esta vez con la conducción de Mariano Iudica por América TV.

## Temporada 1 (1987)
El 2 de enero de 1987 y por la pantalla de Canal 13 comenzó el primer programa.

### Presentaciones
- Las Primas

### Invitados
- César Jaroslavsky

### Elenco
- Gato Peters
- Beto César

## Temporada 2 (1988)
Comenzó su segunda temporada en el Teledós en 1988.

### Elenco
- Las Primas
- Gato Peters

## Temporada 3 (1989)
Arrancó en 1989 en Canal 11.

### Elenco
- Las Primas
- Gato Peters

## Temporada 4 (1990)
Se emitió en 1990 por Telefe.

### Presentaciones
- Los auténticos decadentes

### Elenco
- Las Primas
- Gato Peters
- En el programa por Telefe en 1990 tenía de asistente (secretaria) a Gisela Barreto, y con la comicidad del exitoso cómico Mario Sánchez.

## Temporada 5 (1991)
Emitida durante 1991 y por ATC.

### Elenco
- Las Primas
- Gato Peters

## Temporada 6 (1992)
Se emitió en 1992 y por la pantalla de ATC.

### Elenco
- Gato Peters

## Temporada 7 (1993)
Se vio por la pantalla de ATC en su tercer año consecutivo y en el año 1993.

### Elenco
- Beto César

## Temporada 8 (1994)
Se emitió en ATC y en 1994.

## Temporada 9 (1995)
Se vio en 1995 y se emitió por último año en ATC.

### Jenga
Invitados:
1. Valeria Lynch (perdedor)
2. Marcelo Tinelli (perdedor)
3. Silvina Garré (ganadora)

## Temporada 10 (1996)
Se trasladó a la pantalla de Canal 9 y se emitió en 1996 desde el 17 de marzo hasta el 8 de diciembre.

### Hoy estamos de remate
Juego mediante vía telefónica

### Yo quiero ser socio
Juego mediante vía telefónica

### Quiero jugar al jenga
Juego mediante vía telefónica

## Temporada 11 (1997)
No salió al aire como programa propio, pero los juegos fueron incluidos en "Polémica en el Bar", que se emitía los domingos por Telefe en 1997. En ese entonces, Gerardo, simulaba en la mesa del bar, que debía cruzar al canal a realizar los juegos y luego volvía a sentarse a la mesa de café. Ahí es cuando un joven Guido Kazcka lo seguía, haciendo las humoradas de adolescente impertinente. El concurso más importante era "El Juego de las Marcas", cuyo premio mayor era de un millón de dólares; aunque su mecánica para ganarlo era más compleja que la del concurso que se hacía en "Hola Susana". Lo máximo que se logró entregar fue 101.000 dólares más un automóvil.

## Temporada 12 (1998)
Tras 10 años, regresa a emitirse en América a partir del 15 de marzo hasta el 20 de diciembre de 1998. Se emitía de 19 a 23, con una duración de 240 minutos por envío. En su recta final pasó a emitirse de 20 a 24 cerrando la programación del canal. Su concurso más destacado fue "Las 100 preguntas", en donde 2 duplas debían responder una serie de interrogantes sobre diversos temas de cultura general para ganar dinero en efectivo y electrodomésticos según lo que indicaba la tarjeta. Además, la teleaudiencia podía participar por teléfono para adivinar la categoría de la pregunta a ser formulada y así recibir regalos similares.

## Temporada 13 (1999)
Después 4 años, vuelve a emitirse por la pantalla de ATC en 1999. El programa dio inicio el 30 de mayo y en principio se emitía de 19 a 23.

### Invitados
- César Jaroslavsky

## Temporada 14 (2008)
En el 2008, tras 9 años sin pantalla, regresa el programa para emitirse en Canal 9 a las 22 y con una duración de 175 minutos aprox. El programa dio inicio el 3 de agosto y finalizó en diciembre con un rating promedio de 6,7 puntos, quedando tercero en su franja horaria.
- Las Primas vuelven con sus musicales

### Campeonato deBowling
14 famosas se someten a un torneo compitiendo en el famoso deporte.
- Ana Acosta
- Marina Calabró
- Adriana Aguirre
- Cinthia Fernández
- Rocío Marengo
- Gladys Florimonte
- Gabriela Mandato
- Belén Téllez
- Camila Velasco
- Viviana Colmenero
- Belén Giménez
- Mariana Brey
- Andrea Taboada
- Chris Namus

### Al que le toca, le toca
Concurso de preguntas y respuestas donde un grupo de personas eligen preguntas en un panel de 100 preguntas.

## Temporada 15 (2009)
Se emite en el 2009 por Canal 9 con un símilar formato al de la temporada 2008.
- Campeonato mixto de Bowling

## Temporada 16 (2010)
Se emite nuevamente en Canal 9 en el 2010.

### Polémica en el bar
El famoso programa creado por Gerardo Sofovich se incorpora como sección, junto al periodista deportivo Horacio Pagani, el exárbitro Guillermo Marconi y el conductor Mariano Iúdica.

### Campeonato deBowling
Mujeres participan en un torneo donde juegan al famoso deporte,

## Temporada 17 (2011)
Continuando en la pantalla de Canal 9 se emite en el 2011. Se emitió a partir de las 23 y con 120 min de duración aproximadamente.

### Campeonato deBowling
Mujeres participan en un torneo donde juegan en el famoso deporte.

## Temporada 18 (2013)
A partir del 5 de mayo de 2013, se emite desde las 20 en la señal de cable argentina Magazine con una duración aproximada de 120 minutos.

### Jenga
El conductor (Gerardo Sovofich) y una reconocida personalidad del espectáculo se enfrentan en el famoso juego del Jenga. En la cuarta edición el conductor cambió la modalidad, enfrentando a dos figuras.
Invitados:
1. 05/05/2013: Dady Brieva (ganador)
2. 12/05/2013: Guido Kaczka (ganador)
3. 19/05/2013: Mariano Iúdica (perdedor)
4. 26/05/2013: Toti Ciliberto vs. Paula Alvariñas
5. 02/06/2013: Cinthia Fernández (ganadora)
6. 09/06/2013: Santiago Bal (perdedor)
7. 16/06/2013: Beto Cesar (perdedor)
8. 23/06/2013: Marixa Balli (ganadora)
9. 30/06/2013: Miguel del Sel
10. 07/07/2013: José Luis Gioia
11. 14/07/2013: Ramón Ortega
12. 21/07/2013: Freddy Villarreal
13. 28/07/2013: Mariana Fabbiani (ganadora)
14. 04/08/2013: Dallys Ferreira
15. 11/08/2013:
16. 18/08/2013: Guillermo Francella (ganador)
17. 25/08/2013: Miguel Ángel Cherutti
18. 01/09/2013: Ángel De Brito
19. 08/09/2013: Miguel Ángel Rodríguez
20. 15/09/2013:
21. 22/09/2013: Eduardo Feinmann
22. 29/09/2013: Coco Sily
23. 06/10/2013: Aníbal Pachano
24. 20/10/2013: Mauricio Macri

### Premiando el saber
8 participantes se someten a demostrar su inteligencia respondiendo en diferentes temas. A continuación, los ganadores por ediciones:
1. 05/05/2013: Federico
2. 12/05/2013 - 19/05/2013: Mariano
3. 19/05/2013 - 26/05/2013: Mariano
4. 26/05/2013: Mariano
5. 02/06/2013: Enrique
6. 09/06/2013: Miguel Ángel Crown
7. 16/06/2013: José
8. 23/06/2013: Enrique
9. 30/06/2013: Elsa
10. 07/07/2013: ¿?
11. 14/07/2013: ¿?
12. 21/07/2013: Jorge
13. 28/07/2013: Jorge
14. 04/08/2013:
15. 11/08/2013:
16. 25/08/2013: Jorge
17. 01/09/2013:
18. 08/09/2013:
19. 15/09/2013:
20. 22/09/2013:

## Temporada 19 (2022)
El 27 de junio de 2022, se emite a las 20:00 a 00:00 por América TV con la conducción de Mariano Iudica.

### Jenga
Invitados